# مطار فويوان دونججي
مطار فويوان دونججي (بالصينية: 撫遠東極機場)(إياتا: FYJ، إيكاو: ZYFY) مطار عام يقع بمدينة Fuyuan في هيلونغجيانغ في الصين. على بعد 19 كيلومترًا (12 ميل) من مقر مقاطعة فويوان، وحوالي 65 كيلومترًا (40 ميلًا) من خاباروفسك، روسيا. بدأ البناء بعد موافقة الحكومة الوطنية على المطار في مايو 2012. تكلف بناء المطار 500 مليون يوان، وافتتح للعمليات في 26 مايو 2014، مبدئيًا برحلة واحدة مجدولة إلى هاربين. يبلغ طول المدرج 2500 م.

## شركات الطيران والوجهات
| شركـات طيـران    | الوجهات                                                                 |
| ---------------- | ----------------------------------------------------------------------- |
| طيران الصين      | مطار بكين العاصمة الدولي، مطار هاربين الدولي، مطار شانغهاي بودنغ الدولي |
| Chengdu Airlines | مطار جياموسي دونغاجياو، مطار يهاي داسهويبو                              |

## وصلات خارجية
- http://www.flightstats.com/go/Airport/airportDetails.do?airportCode=FYJ